# Strdivka
Strdivka (Melica) je rod trav, tedy rostlin z čeledi lipnicovitých (Poaceae). Jedná se o vytrvalé byliny. Jsou většinou volně trsnaté nebo netrsnaté. Stébla dorůstají výšek 10–150 cm. Listy jsou ploché nebo svinuté, 1,3–15 mm široké, na vnější straně listu se při bázi nachází jazýček, který je někdy velmi krátký, jindy zase delší a dřípený. Květy jsou v kláscích, které tvoří chudý či bohatý jednoduchý hrozen nebo latu, která může být někdy stažená. Klásky jsou zboku smáčklé nebo nikoliv, zpravidla zpravidla obsahují 1–7 květů. Na bázi klásku jsou 2 plevy, které jsou nestejné nebo stejné, bez osin. Pluchy jsou bez osin nebo osinaté, někdy dlouze chlupaté. Na vrcholu klásku jsou často 2–3 sterilní pluchy. Plušky jsou dvoukýlné, někdy dosti velké, někdy redukované. Plodem je obilka, která je okoralá. Na světě se vyskytuje asi osmdesát druhů hlavně v mírném pásu severní polokoule, jižní Africe a Jižní Americe.

## Druhy v Česku
V České republice roste ve volné přírodě šest druhů z rodu strdivka, od nížin po nižší horské polohy. Běžným druhem je strdivka nicí (Melica nutans), která roste v listnatých lesích na úživném (nikoliv na extrémně kyselém a chudém) substrátě. Podobná stanoviště obsazuje strdivka jednokvětá (Melica uniflora). V některých oblastech je velmi hojná, např. na Moravě nebo v severozápadních Čechách, jinde je vzácnější, v některých územích chybí zcela. Mnohem vzácnější je strdivka zbarvená (Melica picta), která je teplomilnější a vyskytuje se také v listnatých lesích. Na rozdíl od podobné strdivky nicí má vyvinut výraznější jazýček a má šedozelenou barvu. Strdivka vysoká (Melica altissima) není pravděpodobně v Česku původní, ale pouze zavlečená či pěstovaná a zplanělá. Někteří autoři však zvažují její původní výskyt na lokalitě na jižní Moravě u Mikulova. Poslední dva druhy se vyznačují dlouze chlupatými pluchami; oba jsou teplomilné a rostou na suchých stráních a v křovinách. Jedná se o strdivku sedmihradskou (Melica transsilvanica), kterou najdeme v teplejších oblastech Čech i Moravy. Strdivka brvitá (Melica ciliata) se od předešlé liší lysými pochvami, řidším květenstvím a svinutými listy. V Česku ji můžeme vidět jen na jižní Moravě, v minulosti byla udávána také od Loun.